# Uno Åhrén
Uno Emrik Åhrén, född 6 augusti 1897 i Stockholm, död 8 oktober 1977 i Arvika, var en svensk arkitekt, konsthantverkare, skriftställare, professor och betydelsefull stadsplanerare. Han blev känd som en av funktionalismens främsta företrädare i Sverige och ingick 1933–1947 i den banbrytande Bostadssociala utredningen. Han var Sveriges förste professor i stadsbyggnad 1947–1963. Åhréns bidrag till stadsutvecklingen i Sverige är att betrakta som kontroversiellt. Han har inom vissa kretsar blivit beskriven som en "stadsmarodör" sett till hans betydelse i att omdana både arkitektoniska värden och medföljande kulturliv i flera av Sveriges städer i samband med den så kallade "stadssanering" som Åhrén var drivande i.
Uno Åhrén var son till redaktören Emil Åhrén och Erika Österman och gift första gången 1927 med Hedvig Margareta Bovin, andra gången 1938–1945 med Kerstin Katarine Marie Bergström och från 1949 med Anna-Lisa Berta Maria Westman. Han var far till Kaj Åhrén, Tom Åhrén och Per Åhrén.

## Liv och verk

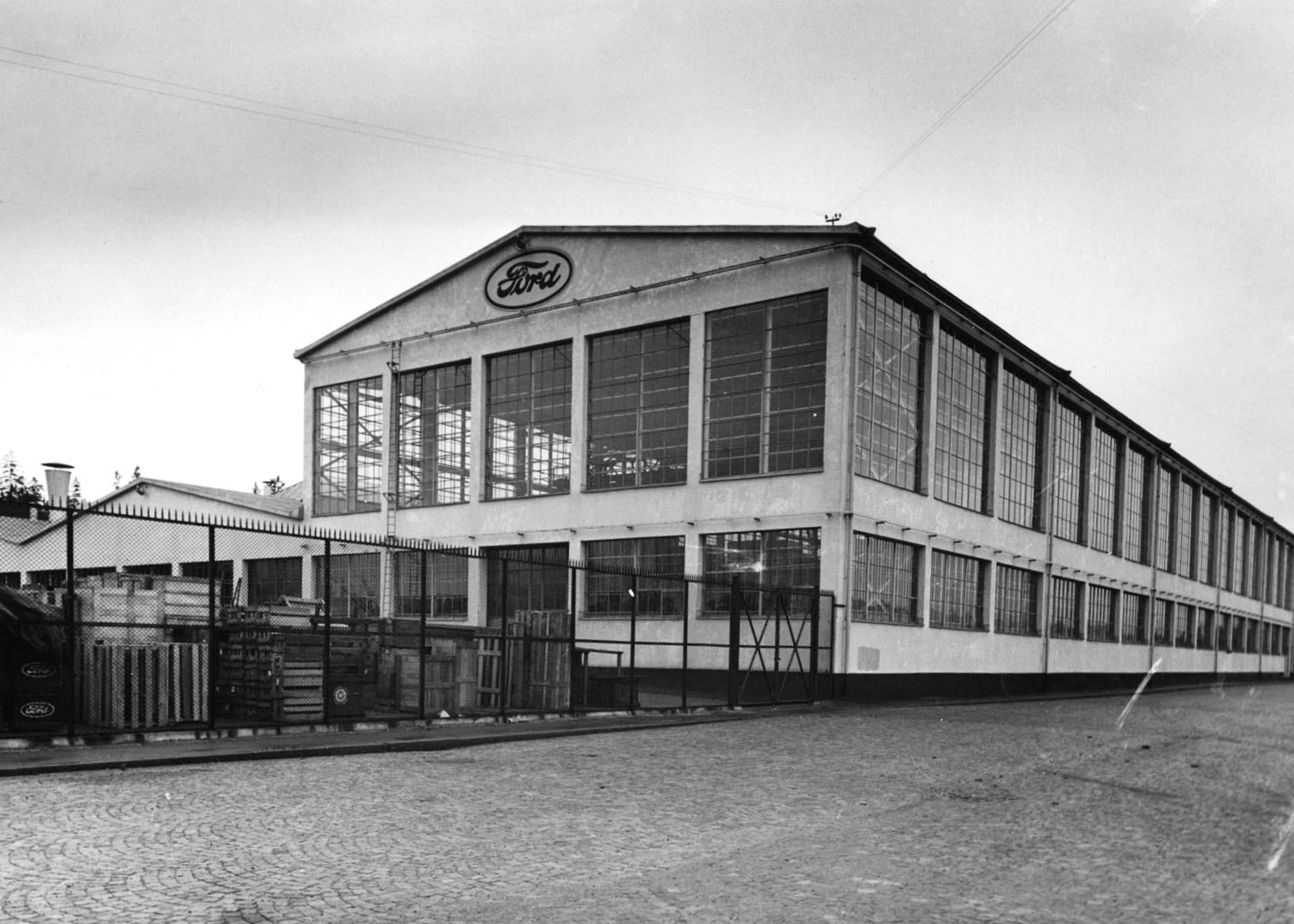
Fordhuset, Stockholm 1930–1931.

Åhrén utexaminerades som arkitekt vid Tekniska högskolan i Stockholm 1918 och har därefter huvudsakligen ägnat sig åt stadsbyggnadsarkitektur och stadsplanering. Han var stadsplanechef i Göteborg 1932–1943 och chef för Svenska riksbyggen 1943–1945 och utnämndes till professor i stadsbyggnad vid Tekniska högskolan 1947. Som praktiserande arkitekt debuterade Uno Åhrén med en bostadsinredning på Hemutställningen 1917. Åhrén medverkade med eleganta inredningar på Jubileumsutställningen i Göteborg 1923 och Parisutställningen 1925. För Bygge och Bo-utställningen i Äppelviken 1927 ritade Uno Åhrén tre villor på Stavgårdsgatan 43, 45 och 47 (hus nr 1, 2 och 3 i utställningen) i dåvarande Äppelviken i Bromma. Husen tillhör idag stadsdelen Stora Mossen. Han ritade tillsammans med Sven Markelius KTH:s kårhus i Stockholm 1928–1930 och medverkade med lägenheter och möbler vid Stockholmsutställningen 1930, på utställningens avdelning för människor med begränsade ekonomiska resurser. Uno Åhrén var en av författarna i den socialt engagerade funktionalismens programskrift "acceptera" som utgavs året efter Stockholmsutställningen. Han tog tidigt intryck av Le Corbusiers arkitektur och av Tysklands socialt inriktade bostadsbyggande vid 1920-talets mitt med arkitekten Walter Gropius som förgrundsgestalt.
Uno Åhrén beskrev de funktionalistiska idéerna som en kritik av tradition och auktoritet tillhöriga ett försvinnande samhälle. Varje arkitektonisk stil är ett uttryck för ett visst samhälle, en särskild kultur, menade han. Sedan det moderna samhället redan var verklighet, var det bara att acceptera den stil som modernismen bar inom sig. 

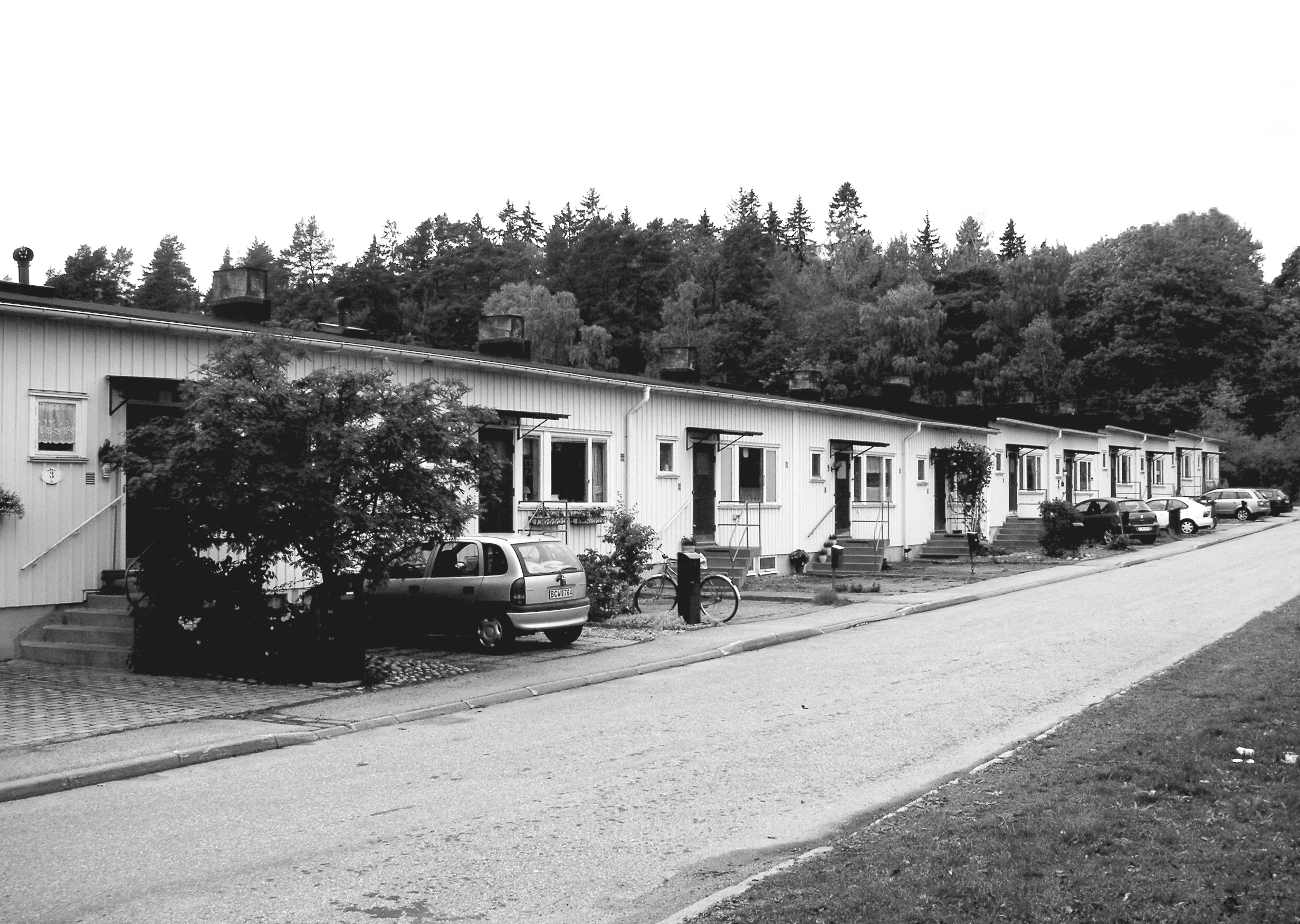
Radhusområde i Norra Ängby 1931–1940.

Uno Åhrén hade ett starkt engagemang i samhällsplaneringen och deltog flitigt i den bostadspolitiska debatten med debattartiklar i bland annat facktidskriften Byggmästaren. Till Uno Åhréns mest kända artiklar hör hans första, Brytningar från 1925, varifrån en av periodens mest citerade meningar hämtas: "Utseendet framstår snarare som den blotta yttre aspekten av själva arbetet, den rationella tekniken, den förnuftiga ekonomin."
Genom sina teoretiska insatser har Uno Åhrén kommit att räknas som funktionalismens främste introduktör på svensk mark. Han hade, liksom Gunnar Sundbärg och Sven Markelius kontakt med det funktionalisternas internationella arkitektnätverk CIAM redan från starten 1928.
Uno Åhrén var bland annat initiativtagare till stadsplanen för Årsta centrum i södra Stockholm, som ritades av Erik och Tore Ahlsén, ett av de första genomförda samhällscentrumen utifrån den från England inspirerade grannskapsplaneringen "community centre".
Vid grundandet av tidskriften PLAN 1947 var han ansvarig utgivare. Åhrén var även ledamot av 1944 års kommitté för kommunal samverkan.
Åhrén promoverades till teknologie hedersdoktor vid Kungliga Tekniska högskolan 1974. Som arkitekt under mellan- och efterkrigstiden deltog han i hög grad till det normativa och standardiserade bostadsbyggande som präglade tiden. Uno Åhrén ingick i kretsen kring Alva och Gunnar Myrdal och tidens sociala ingenjörskonst med en stark övertygelse att bostaden och stadsplanen bidrog till en mer delaktig och "demokratisk" medborgare.
Han var redaktör för tidskriften Byggmästaren 1929–1932 och som konsthantverkare har han formgivit tapeter, öppna spisar av kakel för Upsala Ekeby, kakelugnar i 1700-tals stil för S:t Eriks Lervarufabriker, utkast till gravvårdar. Han formgav silverkorpus för Karl Wojtech och Hallbergs Guldsmeds AB i Stockholm. Vid Parisutställningen 1925 tilldelades han en guldmedalj för sina silverkompositioner. Som teaterdekoratör utförde han dekorationerna till Eugene O'Neills Sällsamt mellanspel 1928. Han var representerad i utställningen Scendekorativ konst 1916–1936 som visades på Drottningholms teatermuseum 1936 och som senare visades på Skånska konstmuseum och Charlottenborg i Köpenhamn. Han medverkade i utställningen av teaterdekorationer på Liljevalchs konsthall 1958. Åhrén är representerad vid bland annat Nationalmuseum, Kulturen och Nordiska museet.

## Övriga arbeten (urval)

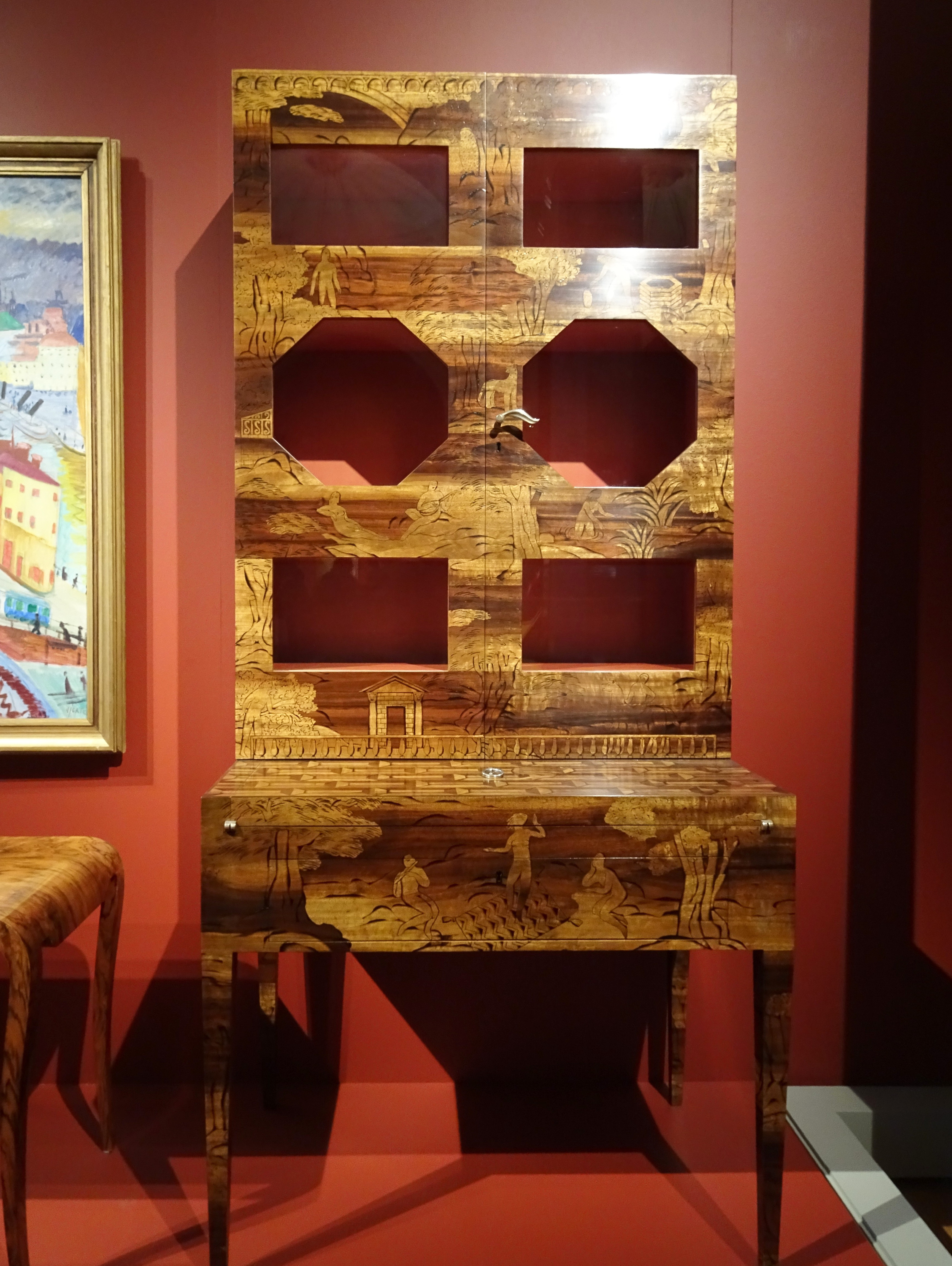
Åhréns sekretär "Paradiset" från 1924, visades på Parisutställningen 1925.

- Villor i kvarteret Eldstaden i Stora Mossen, Bromma, Stockholm 1927, del av utställningen Bygge och Bo
- Fordhuset för Ford Motor Company, Stockholms frihamn 1930–1931 och 1946–1949
- Biografen Flamman vid Hornstull, Stockholm 1930
- Radhuslänga i kvarteret Hälsingerunan i Norra Ängby, Bromma, Stockholm 1931–1940
- Stadsplanen för Skår, Göteborg 1933
- Stadsplanen för Johanneberg, Göteborg 1937
- Stadsplanen för Strömmensberg, Göteborg 1938

## Befattningar
- Formgivare på Svenskt Tenn 1927–1931[11]
- Göteborgs stadsplanechef 1932–1943
- Chef för Riksbyggen 1943–1945
- Professor i stadsbyggnad vid Kungliga Tekniska högskolan i Stockholm 1947–1963